# Rio Boteanu
O Rio Boteanu é um rio da Romênia afluente do Rio Râuşorul, localizado no distrito de Argeş.